# Аліса Лідделл
Аліса Плезенс Лідделл (англ. Alice Pleasance Liddell; 4 травня 1852 — 15 листопада 1934) — британська модель, прототип персонажки Аліси з книги Льюїса Керрола «Аліса у Дивокраї», один із прототипів героїні в книзі «Аліса в Задзеркаллі». Керрол мав тісні стосунки з Ліделл в її дитинстві, зокрема, робив багато її фотографій.

## Біографія

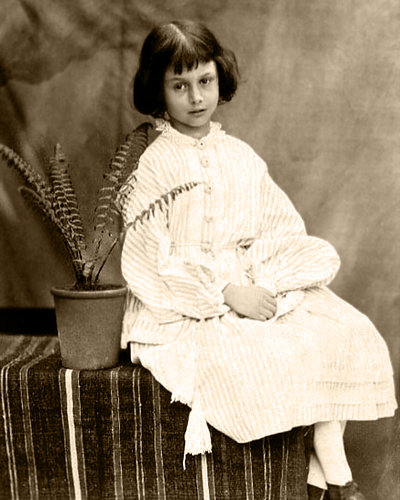
Аліса у віці 7 років, 1860 рік, фото Льюїса Керролла

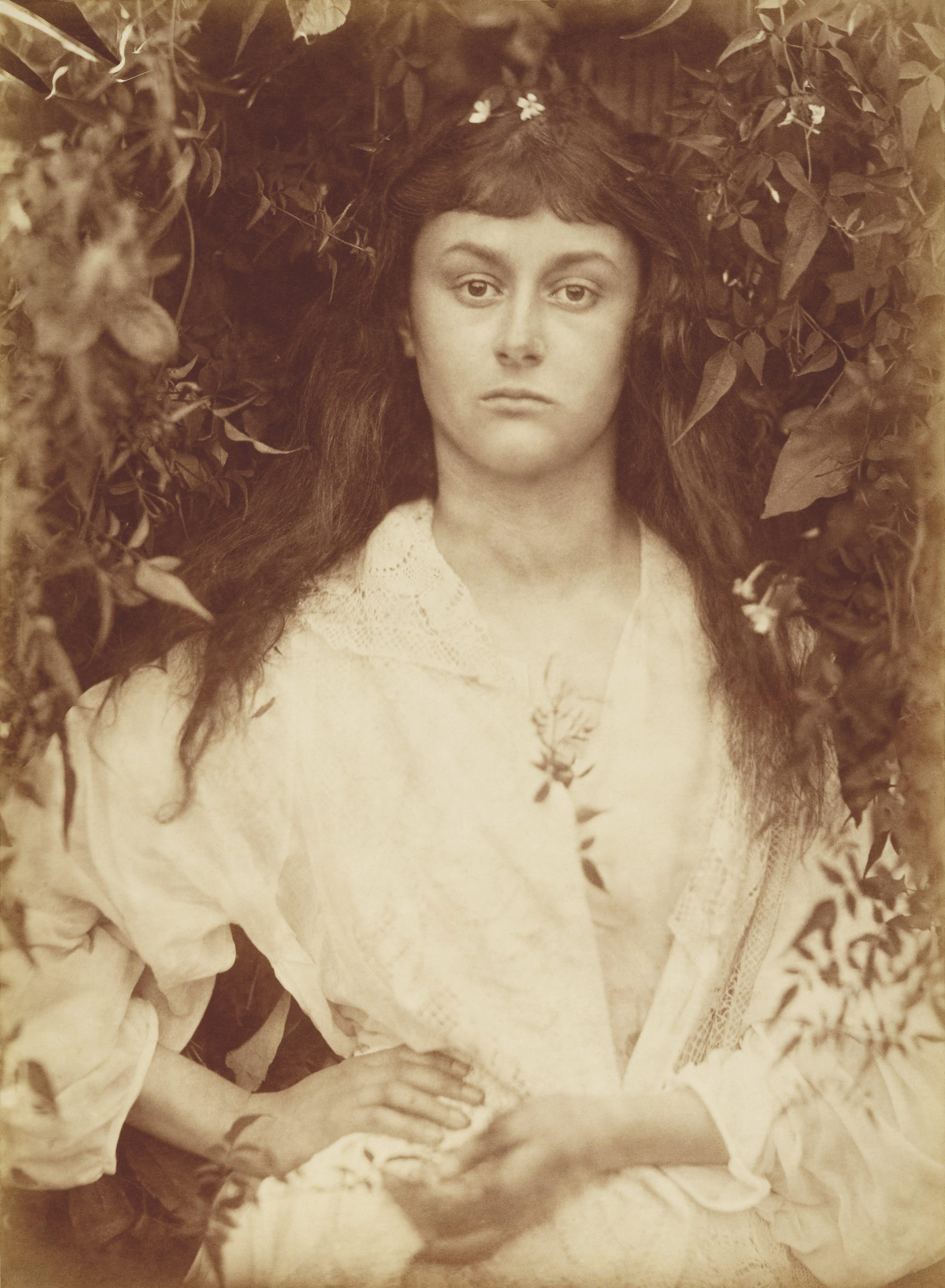
Джулія Маргарет Камерон. Аліса Ліддел в юності

Аліса Лідделл була четвертою дитиною Генрі Лідделла — філолога-класика, декана одного з коледжів в Оксфорді і співавтора відомого грецького словника «Лідделл-Скотт», — і його дружини Лорін Ганни Лідделл (до шлюбу Рів). У Аліси були два старші брати — Гаррі (нар. 1847) і Артур (нар. 1850, загинув від скарлатини в 1853 році), старша сестра Лоріна (нар. 1849) і ще шість молодших братів і сестер, включаючи молодшу сестру Едіт (нар. 1854), з якою вона була дуже близька.
Після народження Аліси її батько, який до цього був директором Школи Вестмінстер, був призначений на пост декана Christ Church, і в 1856 році сімейство Лідделл переїхало до Оксфорда. Незабаром Аліса зустріла Льюїса Керрола, який зіткнувся з її сім'єю 25 квітня 1856, коли фотографував собор. Він став близьким другом сім'ї.
Аліса росла в товаристві двох сестер — Лоріна була старша на три роки, а Едіт була молодша на два. На свята разом з усією родиною вони відпочивали на західному узбережжі північного Уельсу в заміському домі «Пенморфа» (нині готель «Gogarth Abbey») на Західному Березі Лландідно в Північному Уельсі.
У батька Аліси вчилися багато чудових художників, він був другом королівської сім'ї. Дитинство і юність Аліси збіглися з розквітом творчості прерафаелітів (попередників модерну). Вона займалася малюванням, а уроки живопису брала у Джона Рескіна (відомий художник і найвпливовіший англійський художній критик XIX століття). Рескін виявив у Аліси хист до малювання. Вона зробила кілька копій його картин, а також картин його друга Вільяма Тернера, великого англійського живописця. Пізніше Аліса позувала Джулії Маргарет Камерон — фотохудожниці, чию творчість зараховують до золотої доби англійської фотографії.
За деякими даними, Льюїс Керрол звертався до батьків Аліси з проханням дозволити йому просити її руки, коли вона подорослішає. Проте точних даних про це немає. Цілком можливо, що це частина «міфу Льюїса Керролла і Аліси», що виник пізніше. Відомий також інший міф: в юнацькі роки Аліса разом з сестрами вирушила подорожувати Європою, й у цій поїздці вони зустрілися з Принцом Леопольдом, молодшим сином Королеви Вікторії, коли він жив в Крайст-Черч. Згідно з міфом, Леопольд закохався в Алісу, але докази цього факту маловагомі. Факт, що сестри Лідделл з ним зустрічалися — реальний, але сучасні біографи Леопольда вважають, що є більша ймовірність того, що він був захоплений її сестрою Едіт.
У 28 років Аліса одружилася з крикетистом Реджинальдом Гарґрівсом (Reginald Hargreaves) у Вестмінстерському абатстві. Народила трьох синів — Алана Ніветона Гарґрівса, Леопольда Реджинальда «Рекса» Гарґрівса (обидва загинули в Першій Світовій Війні) і Керіла Лідделла Гарґрівса (існує версія, що його назвали на честь Керрола, проте самі Лідделли заперечують це), і дочку Роуз Лідделл Гарґрівс. У шлюбі була типовою домогосподаркою, стала першою президенткою Жіночого інституту при селищі Емері-Дон. 
Останній раз вона зустрілася з Керолом в 1891 році, разом з сестрами відвідавши його в Оксфорді.
У вірші, наведеному в ув'язненні «Аліси в Задзеркаллі», одному з найкращих поетичних творів Керрола, він згадує човнову прогулянку з трьома сестрами Лідделл, коли він вперше розповів «Алісу у Дивокраї». Вірш написано у формі акровірша: з перших букв кожного рядка складається ім'я — Аліса Плезнс Лідделл.

## Створення«Аліси у Дивокраї»
4 липня 1862 року на човновій прогулянці Аліса Лідделл попросила свого друга Чарльза Доджсона скласти історію для неї та її сестер Едіт і Лорін. Доджсон, якому і раніше доводилося розповідати дітям Ліддела казки, придумуючи події та персонажів на ходу, погодився. Цього разу він розповів сестрам про пригоди дівчинки в Підземній Країні, куди вона потрапила, провалившись в нору Білого Кролика. Головна героїня дуже нагадувала Алісу (і не тільки ім'ям), а деякі другорядні персонажки — її сестер Лорін та Едіт. Історія сподобалася Алісі Лідделл, вона попросила оповідача записати її. Доджсон обіцяв, але все одно нагадувати довелося кілька разів. Нарешті він виконав прохання і подарував їй манускрипт, який називався «Пригоди Аліси під землею». Пізніше вирішив переписати книгу. Для цього навесні 1863 року він надіслав її на рецензію своєму другові Джоржу Макдональду. Також до книги були додані нові деталі та ілюстрації Джона Теніела (John Tenniel). Нову версію книги Доджсон подарував своїй улюблениці на Різдво 1863 року. В 1865 році Доджсон опублікував книгу «Аліса у Дивокраї» під псевдонімом Льюіс Керролл. Друга книга — «Аліса в Задзеркаллі» — вийшла шістьма роками пізніше, в 1871 році. Обидві казки, яким вже значно понад 100 років, популярні і понині, а рукописний примірник, який Доджсон подарував колись Алісі Лідделл, зберігається в Британській Бібліотеці.
У 1928 році на аукціоні «Сотбі» оригінальний рукопис Льюїса Керрола Аліса у Дивокраї, адресований Алісі Ліддел, проданий у Лондоні за рекордні £15,400.

## В культурі
- В науково-фантастичній пенталогії Світ Річки письменника Філіпа Хосе Фармера виведена персонажка, яку звати Аліса Лідделл Гарґрівс. У тексті першого роману пенталогії згадується, що у 80 років їй присудили Почесну Грамоту Колумбійського університету за ту важливу роль, яку вона відіграла у створенні відомої книги містера Доджсона. Це реальні факти з життя Аліси Лідделл Гарґрівс.

- У романі «Максимус Гром. Втеча з Едему» Лілії Кім однією з головних героїв є Аліса Ліддел, агентка Бюро інформаційної безпеки.

- На честь Аліси Лідделл названа мала планета 17670 Ліддел (1996 XQ19).[9]